# Симоніани
Симоніани — послідовники Симона-волхва, якого згадано у Діях апостолів VIII, 9.
Симон вважається першим за часом представником гностичного вчення за апостолів, тому й вважається єресіархом у християнській Церкві. Він видавав себе за вищого еона, у якому втілилася «Сила Божа», послану для звільнення світу. Саме Симон говорив, що на Синайській горі він з'явився у образі Отця, за часів імператора Тиверія — в образі Сина, а потім зійшов на апостолів у вигляді Святого Духа.
Видаючи себе за Месію, Симон вчив, що віруючі у нього отримують свободу, й що їм все дозволено.
Його послідовники віддавалися розпусті й забобонам, тим більше, що не визнавали воскресіння мертвих.